# 瑞麟 (道光進士)
瑞麟（1799年—？），原名瑞琛，字春圃，号禹庭、玉庭，扎鲁特氏，蒙古镶蓝旗人。嘉庆己卯科举人，道光丙戌科进士。
后任礼部仪制司、清吏司主事，湖南辰州府知府。
侄子奎章，道光乙巳科进士。